# Списак возила BMW
Ово је списак аутомобила и мотоцикала BMW, поређан по годинама увођења.

## Аутомобили

### 1920-е
- 3/15 (1927—1932)

### 1930-е
- 3/20 PS, компактни аутомобил (1932—1934)
- 303, компактни аутомобил (1933—1937)
- 328, роудстер (1936—1940)
- 326, луксузни аутомобил средње величине (1936—1941)
- 327, гранд турер (1937—1941)
- 320, луксузни аутомобил средње величине (1937—1938)
- 321, луксузни аутомобил средње величине (1938—1941)
- 335, луксузни аутомобил аутомобил пуне величине (1939—1941)

### 1940-е
- 321, луксузни аутомобил средње величине (1945—1950)
- 326, луксузни аутомобил средње величине (1945—1946)
- 327, гранд турер (1946—1955)
- 340, луксузни аутомобил аутомобил пуне величине (1949—1955)

### 1950-е
- 501, луксузни аутомобил средње величине (1952—1962)
- Isetta, микроаутомобил (1953—1962)
- 503, гранд турер (1956—1959)
- 507, роудстер (1956—1959)
- 700, компактни аутомобил (1959—1965)

### 1960-е
- 3200 CS, спортски аутомобил (1962—1965)
- Neue Classe (седани), луксузни аутомобил средње величине (1962—1972)
- Neue Classe (купеи), гранд турер (1965—1969)
- Серија 02, компактни аутомобил (1966—1977)
- E9, гранд турер (1968—1975)
- E3, луксузни аутомобил пуне величине (1968—1977)

### 1970-е
- E12 серија 5, луксузни аутомобил средње величине (1972—1981)
- E21 серија 3, компактни аутомобил (1975—1983)
- E24 серија 6, гранд турер (1976—1989)
- E23 серија 7, луксузни аутомобил пуне величине (1977—1987)
- E26 M1, супераутомобил (1978—1981)

### 1980-е
- E28 серија 5, луксузни аутомобил средње величине (1981—1987)
- E30 серија 3, компактни аутомобил (1982—1994)
- E32 серија 7, луксузни аутомобил пуне величине (1986—1994)
- E34 серија 5, луксузни аутомобил средње величине (1987—1996)
- Z1, роудстер (1989—1991)
- E31 серија 8, гранд турер (1989—1999)

### 1990-е
- E36 серија 3, компактни аутомобил (1990—2000)
- E38 серија 7, луксузни аутомобил пуне величине (1994—2001)
- E36/7 Z3, роудстер и купе двосед (1995—2002)
- E39 серија 5, луксузни аутомобил средње величине (1995—2003)
- E46 серија 3, компактни аутомобил (1998—2006)
- E53 X5, луксузни теренац средње величине (1999—2006)
- E52 Z8, роудстер (2000—2003)

### 2000-е
- E65 серија 7, луксузни аутомобил пуне величине (2001—2008)
- E85 Z4, роудстер и купе двосед (2002—2008)
- E60 серија 5, луксузни аутомобил средње величине (2003—2010)
- E63 серија 6, гранд турер (2003—2010)
- E83 X3, компактни луксузни теренац (2003—2010)
- E87 серија 1, субкомпактни аутомобил (2004—2013)
- E90 серија 3, компактни аутомобил (2005—2013)
- E70 X5, луксузни теренац средње величине (2006—2013)
- E71 X6, луксузни теренац средње величине (2008—2014)
- F01 серија 7, луксузни аутомобил пуне величине (2008—2015)
- E89 Z4, роудстер (2009—2016)
- E84 X1, подкомпактни луксузни кросовер (2009—2015)
- F10 серија 5, луксузни аутомобил средње величине (2010—2017)

### 2010-е
- F25 X3, компактни луксузни теренац (2011—2017)
- F06 серија 6, гранд турер (2011—данас)
- F20 серија 1, субкомпактни аутомобил (2011—данас)
- F30 серија 3, компактни аутомобил (2012—данас)
- I01 i3, потпуно електрични/хибридни подкомпактни аутомобил (2013—данас)
- F32 серија 4, компактни аутомобил (2013—данас)
- F22 серија 2, компактни аутомобил (2013—данас)
- F15 X5, луксузни теренац средње величине (2013—2018)
- F45 серија 2, активни турер (2014—2016)
- I12 i8, хибридни спортски аутомобил (2014—данас)
- F26 X4, компактни луксузни теренац (2014—2018)
- F16 X6, луксузни теренац средње величине (2014—данас)
- F48 X1, компактни теренац (2015—данас)
- G11 серија 7, луксузни аутомобил пуне величине (2015—данас)
- G30 серија 5, луксузни аутомобил средње величине (2016—данас)
- G32 серија 6, луксузни аутомобил средње величине (2017—данас)
- F39 X2, компактни теренац (2018—данас)
- G01 X3, компактни луксузни теренац (2017—данас)
- G02 X4, компактни луксузни теренац (2018—данас)
- G05 X5, луксузни теренац средње величине (2018—данас)
- G15 серија 8, гранд турер (2018—данас)
- G29 Z4, роудстер (2018—данас)
- G20 серија 3, компактни аутомобил (2019—данас)

### Тренутни фул M аутомобили
- M2 — F87 купе (2016—данас)
- M3 — F80 седан (2014—данас)
- M4 — F82 купе, F83 кабриолет (2014—данас)
- M5 — F90 седан (2018—данас)
- M8 — гран купе (TBA)
- X3 M — G01 (TBA)
- X4 M — G02 (TBA)
- X5 M — F85 (2015—данас)
- X6 M — F86 (2015—данас)

### Тренутни M перформанс аутомобили
- M140i and M140i xDrive — F20 хечбек с петора врата и F21 хечбек с троја врата (2016—данас)
- M240i and M240i xDrive — F22 купе и F23 кабриолет (2016—данас)
- M340i xDrive — G20 седан (2019—данас)
- M550i xDrive and M550d xDrive — G30 седан и G31 вагон (2017—данас)
- M760Li xDrive — G12 седан (2017—данас)[1][2][3]
- M850i xDrive — G14 кабриолет и G15 купе (2019—данас)
- X2 M35i — F39 (2019—данас)
- X3 M40i — G01 (2018—данас)
- X4 M40i — G02 (2018—данас)
- X5 M50d — G05 (2019—данас)
- X6 M50d — F16 (2014—данас)
- Z4 M40i — G29 (2019—данас)

## Мотоцикли
BMW Motorrad производи мотоцикле који носе име BMW од увођења модела BMW R32 године 1923. Пре овог датума производили су моторе за мотоцикле других произвођача.

### Тренутни
- BMW F650GS & F800GS
- BMW F800R
- BMW F800S
- BMW F800ST
- BMW G450X
- BMW G650 Xmoto, Xchallenge & Xcountry
- BMW R1200GS
- BMW R1200R
- BMW R1200RT
- BMW R1200S
- BMW K1200LT
- BMW K1300GT
- BMW K1300R
- BMW K1300S
- BMW K1600GT & K1600GTL
- BMW S1000RR
- BMW S1000XR